# Theronia rectangulata
Theronia rectangulata är en stekelart som beskrevs av Gupta 1962. Theronia rectangulata ingår i släktet Theronia och familjen brokparasitsteklar. Inga underarter finns listade i Catalogue of Life.